# Leuzigen

Photo aérienne (1958)

Leuzigen est une commune suisse du canton de Berne, située dans l'arrondissement administratif du Seeland.